# Antoine Houdar de La Motte

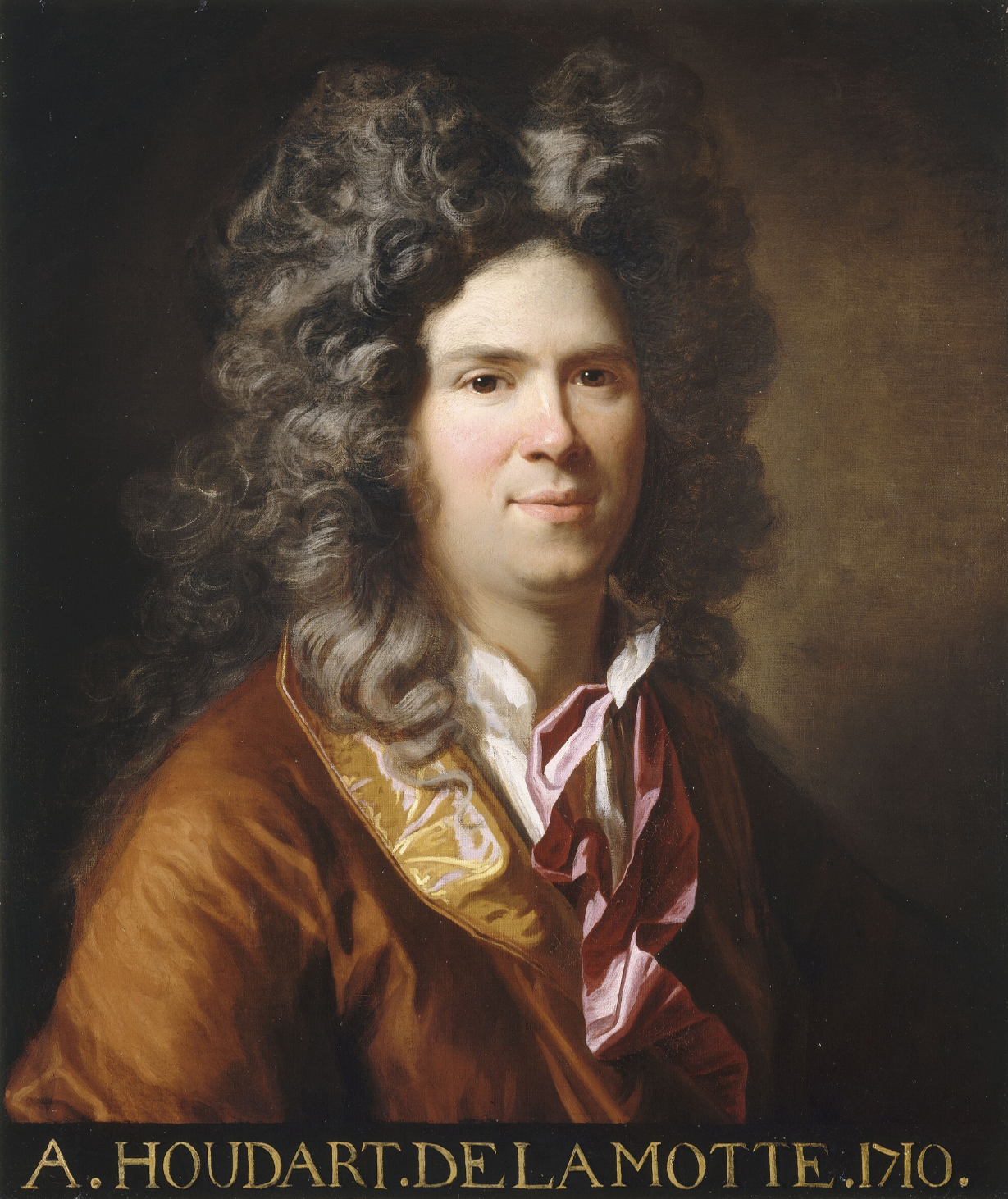
Antoine Houdar de la Motte

Antoine Houdar de la Motte (* 17. Januar 1672 in Paris; † 26. Dezember 1731 in Paris) war ein französischer Schriftsteller.

## Leben
La Motte (wie er in Literaturgeschichten meistens heißt) ist heute nur noch bekannt als wichtige Figur in der zeitgenössischen Pariser Literatenszene und als ein Hauptakteur der sog. Zweiten Querelle des Anciens et des Modernes. Er war zu seiner Zeit aber dreißig Jahre hindurch ein geachteter Lyriker, Dramatiker und Literaturtheoretiker.
Er wuchs auf als Sohn eines Hutmachers namens Houdar, besuchte ein Jesuitenkolleg und begann ein Jurastudium. Sein eigentliches Interesse galt jedoch früh dem Theater. Nach dem Misserfolg seines ersten aufgeführten Stücks, der Komödie Les originaux (1693), beschloss er, Mönch zu werden, brach sein Noviziat aber ab und wurde wieder Literat. Er schrieb nun eine ganze Serie von Tragödien, Komödien und vor allem Ballett- und Opernlibretti, von denen einige, z. B. die Ballettkomödie L’Europe galante (von Campra), die „heroische Pastorale“ Issé von Destouches (beide 1697), oder das Ballett Le Triomphe de l’Art (1700) sehr erfolgreich waren, während die meisten anderen jeweils nach Ablauf einer Spielzeit wieder abgesetzt wurden. Ein Misserfolg war auch die Tragödie Sémelé mit Musik von Marin Marais (1709).
Dank seiner ersten Erfolge fand La Motte Zutritt zu den literarischen Salons der Hauptstadt z. B. dem der Herzogin von Maine oder der Marquise de Lambert, wo er effektvoll seine Gedichte, meistens Oden, vorzutragen verstand. 1709 gab er sie gesammelt in dem Band Odes heraus, in dem man, was neu war für Lyrik, gelegentlich auch die von König Ludwig XIV. und seinen endlosen Kriegen verfinsterte politische Gegenwart thematisiert findet.
1710 wurde er in die Académie Française gewählt, gegen den ebenfalls kandidierenden, einst befreundeten Kollegen Jean-Baptiste Rousseau, der seiner Enttäuschung mit wütenden Epigrammen auf ihn und andere Literaten Luft machte.
1714 verarbeitete La Motte (inzwischen erblindet) einen größeren Ausschnitt aus einer kurz zuvor erschienenen Prosaübertragung der Ilias zu einer Version in Versen und hängte einen Discours sur Homère daran an, worin er den Nachweis zu führen versuchte, dass dieser antike Autor in seiner Zeit zwar anerkennenswert gewesen sei, mit den besten der modernen Autoren aber nicht mehr mithalten könne. Als er hierauf von der Übersetzerin, Anne Dacier, einer Verehrerin der Literatur der Antike, attackiert wurde, antwortete La Motte mit der Schrift Réflexions sur la critique und löste damit eine Fortsetzung der Querelle des Anciens et des Modernes von 1687 aus, wobei ihn so bekannte Autoren wie Fontenelle oder Marivaux unterstützten. Im Kontext dieses Streites plädierte er nun paradoxerweise für den Gebrauch der Prosa anstelle von Versen in allen erzählenden und auch den dramatischen Gattungen, was z. B. den jungen Voltaire auf der Gegenseite zu einer Attacke animierte.
Sein Plädoyer für die Prosa hinderte La Motte allerdings nicht, 1719 ein Bändchen mit gereimten Fabeln zu publizieren und, nach dem Misserfolg dreier Prosa-Komödien, ab 1722 seine letzten Stücke, vier Tragödien, wieder in Versen zu verfassen, den üblichen paarweise reimenden Alexandrinern.
1723 kam sein auch längerfristig erfolgreichstes Werk heraus, die am portugiesischen Königshof des 14. Jh. spielende Tragödie Inès de Castro. Es ist ein für heutige Begriffe sehr rührseliges, psychologisch flaches Stück um die (wohl historische) edelmütige Hofdame Ines und ihre (nicht historische) böse Feindin, die Königin, von der sie am Ende vergiftet wird, sehr zum Entsetzen der anderen, allesamt höchst edelmütigen Personen. La Motte nahm hierbei Elemente des späteren, ebenfalls meist hochmoralischen Drame bourgeois (Bürgerliches Trauerspiel) vorweg und wagte es nach Racines Athalie als einer der Ersten, in einer Tragödie Kinder auf der Bühne zu zeigen, wenn auch nur sehr kurz und ohne sie sprechen zu lassen.
In den zwanziger Jahren befasste er sich auch mit der Theorie des Theaters und veröffentlichte 1730 vier Discours sur la tragédie und eine Suite [=Fortsetzung] des réflexions sur la tragédie. Hierin forderte er u. a. eine Flexibilisierung des klassischen Prinzips der drei Einheiten, bei dessen strenger Beachtung eine Tragödie an nur einem einzigen Schauplatz spielen, eine Zeitspanne von höchstens 24 Stunden darstellen und keine Nebenhandlungen enthalten durfte. Mit seiner Forderung nach mehr Flexibilität im Umgang mit dem o. g. Prinzip, das seit mehr als 80 Jahren unbestritten galt, wurde er richtungsweisend für die weitere Entwicklung der dramatischen Gattungen.